# 제니퍼 엘리스 콕스
제니퍼 엘리스 콕스(Jennifer Elise Cox, 1969년 11월 29일 ~ )는 미국의 배우, 희극인이다.

## 출연 작품
- 스페이스 스테이션 76 (2013)
- 디보스 인비테이션 (2012)
- 사랑이든 뭐든간 (2012)
- 산타포스 2: 산타펍스 (2012)
- 웹 테라피 시즌2 (2012)
- 이팅 아웃: 더 오픈 위크앤드 (2011)
- 홀리데이 인게이지먼트 (2011)
- 웹 테라피 시즌1 (2011)
- 볼스 투 더 월 (2011)
- 플랜 B (2010)
- 지저스 피플: 더 무비 (2009)
- 뉴 어드벤처 오브 올드 크리스틴 (2006)
- 플레지 디스! (2006, National Lampoon's Pledge This!)
- 트윈스 (2005)
- 그녀는 요술쟁이 (2005)
- 스트레이트-자켓 (2004)
- 드로핑 아웃 (2000)
- 썸타임 데이 컴 백 2 (1996)
- 브래디 펀치 2 - 유쾌한 가족 (1996)
- 브래디 펀치 (1995)